# Fairy Hill
Fairy Hill är en ort i Australien. Den ligger i kommunen Richmond Valley och delstaten New South Wales, i den sydöstra delen av landet, omkring 590 kilometer norr om delstatshuvudstaden Sydney. Orten hade 407 invånare år 2021.
Närmaste större samhälle är Casino, omkring 11 kilometer söder om Fairy Hill.